# Larsen Point
Larsen Point är en udde i Sydgeorgien och Sydsandwichöarna (Storbritannien). Den ligger i den nordvästra delen av Sydgeorgien och Sydsandwichöarna.
Terrängen inåt land är lite kuperad. Havet är nära Larsen Point österut.  Det finns inga samhällen i närheten. 